# キム・ヨングァン (俳優)
キム・ヨングァン（金英光、ハングル：김 영광、ラテン翻字: Kim Young-kwang、1987年1月11日 - ）は、韓国のモデル出身俳優。

## 人物
身長189cm 体重82kg

## 来歴
19歳の時にスカウトされ、2006年にソウルコレクションモデルでデビュー。
パリやミラノなど世界で活躍し2009年にはアジア初のディオール・オムモデルに抜擢される。
その後は俳優としても活躍の場を広げ数多くの作品に出演している。
2014年 SBS演技大賞でニュースター賞を受賞。
2017年には KIM YOUNGKWANG JAPAN OFFICIAL FANCLUBも設立され、日本での人気も急上昇している。
2018年 青龍映画賞では人気スター賞を受賞。
2019年3月には KIM YOUNGKWANG JAPAN OFFICIAL FANCLUB 1周年記念ファンミーティングを行い、日本語の歌でＣＤデビューを果たした。
2019年 百想芸術大賞では、映画部門 男性新人演技賞を受賞。

## 出演

### ドラマ
| Year | タイトル                               | 役 名            | 放送局               | 備考                 |
| ---- | -------------------------------------- | ---------------- | -------------------- | -------------------- |
| 2008 | 彼らが生きる世界                       | ヨンウン         | KBS2                 | [ 13 ]               |
| 2009 | トリプル                               | ジェウク         | MBC                  |                      |
| 2009 | お嬢さまをお願い!                      | ウソン           |                      | [ 14 ]               |
| 2010 | 見れば見るほど愛嬌満天                 | イ・ヨングァン   | MBC                  |                      |
| 2011 | ホワイトクリスマス                     | ヨンジェ         | KBS2                 |                      |
| 2011 | 僕らのイケメン青果店                   | イ・スル         | Channel A            | [ 15 ]               |
| 2012 | ラブレイン                             | ハン・テソン     | KBS2                 | [ 16 ] [ 17 ]        |
| 2012 | 私たち結婚できるかな？                 | ギジュン         | JTBC                 | [ 18 ] [ 19 ]        |
| 2013 | 私の10年の秘密                         | パク・スチャン   | SBS                  |                      |
| 2013 | グッド・ドクター                       | ハン・ジヌク     | KBS2                 |                      |
| 2014 | シークレット・ラブ                     | ユン・ジュンムン | Dramacube            | 彼女のバケットリスト |
| 2014 | ナイン・ジンクス・ボーイズ〜九厄少年〜 | カン・ジング     | tvN                  | [ 20 ]               |
| 2014 | ピノキオ                               | ソ・ボムジョ     | SBS9                 | [ 21 ]               |
| 2015 | ドクター・イアン                       | モ・イアン       | Naver TV Cast/ Youku | 韓中合作web          |
| 2015 | D-DAY (朝鮮語版)                       | イ・ヘソン       | JTBC                 | [ 22 ]               |
| 2016 | 恋するシャイニングスター               | カン・テホ       | Sohu / SBS           | ｗｅｂ               |
| 2016 | ウチに住む男                           | コ・ナンギル     | KBS2                 | [ 25 ] [ 26 ]        |
| 2017 | 番人 (朝鮮語版)                        | チャン・ドハン   | MBC                  | [ 27 ]               |
| 2018 | ナインルーム                           | キ・ユジン       | tvN                  | [ 28 ] [ 29 ]        |
| 2019 | 初対面だけど愛してます                 | ド・ミニク       | SBS                  | [ 30 ] [ 31 ]        |
| 2021 | こんにちは? 私だよ!                    | ハン・ユヒョン   | KBS2                 |                      |
| 2022 | サムバディ                             | ソン・ユノ       | Netflix              | [ 32 ]               |
| 2023 | 愛だと言って                           | ハン・ドンジン   | Disney+              | [ 33 ]               |
| 2025 | トリガー                               | ムン・ベク       | Netflix              |                      |

### 映画
| Year | タイトル               | 役 名          | 備考       |
| ---- | ---------------------- | -------------- | ---------- |
| 2012 | チャ刑事               | ハン・スンウ   | [ 34 ]     |
| 2014 | 僕らの青春白書         | クァンシク     | [ 要出典 ] |
| 2018 | 君の結婚式             | ファン・ウヨン | [ 35 ]     |
| 2018 | ワンダフルゴースト     | カン・テジン   | [ 36 ]     |
| 2021 | ミッション: ポッシブル | ウ・スハン     |            |
| 2022 | ハッピーニューイヤー   | スンヒョ       |            |

## ディスコグラフィー
2019
「君を忘れない」作詞・作曲 : 森大輔
「優しさなんかじゃない」作詞・作曲 : 森大輔

## 賞とノミネート

### 受賞
- 2008年「ファッション写真家協会 新人モデル賞」
- 2009年「アジアモデルフェスティバルアワード ファッションモデル賞」
- 2009年「第2回スタイルアイコンアワード モデル部門賞」
- 2014年「第22回大韓民国文化演芸大賞 映画部門新人俳優賞」（『僕らの青春白書』）
- 2014年「SBS演技大賞 ニュースター賞」（『ピノキオ』）
- 2018年「第2回ELLEスタイルアワード 男性オブザイヤー賞」
- 2018年「第39回青龍映画賞 人気スター賞」（『君の結婚式』）
- 2019年「第55回百想芸術大賞 映画部門男性新人演技賞」（『君の結婚式』）

### ノミネート
- 2010年「MBC放送芸能大賞 コメディ部門男性新人賞」
- 2013年「KBS演技大賞 新人俳優賞」（『グッド・ドクター』）
- 2016年「KBS演技大賞 ミニシリーズ部門優秀俳優賞」（『ウチに住む男』）
- 2017年「MBC演技大賞 月火ドラマ部門最優秀俳優賞」（『番人』）
- 2018年「第39回青龍映画賞 新人俳優賞」（『君の結婚式』）
- 2019年「SBS演技大賞 ミニシリーズ部門最優秀俳優賞」（『初対面だけど愛してます』）